# Oplatocera
Oplatocera is een kevergeslacht uit de familie van de boktorren (Cerambycidae). De wetenschappelijke naam van het geslacht werd voor het eerst geldig gepubliceerd in 1853 door White.

## Soorten
Oplatocera omvat de volgende soorten:
- Oplatocera chujoi Hayashi, 1982
- Oplatocera khasimontana Hayashi, 1984
- Oplatocera mandibulata Miwa & Mitono, 1935
- Oplatocera mitonoi Hayashi, 1981
- Oplatocera oberthuri Gahan, 1906
- Oplatocera shibatai Hayashi, 1977
- Oplatocera siamensis Hüdepohl, 1994
- Oplatocera callidioides White, 1853
- Oplatocera grandis Gressitt, 1951
- Oplatocera perroti Lepesme, 1947